# 박경용
박경용은 롯데 자이언트의 전 야구 선수다. 대구고등학교 시절에는 투수로 뛰었었다. 1977 시즌 도중 롯데에 입단했다.

## 같이 보기
- 1977년 롯데 자이언트 시즌